# Ponte (Italia)
Ponte es un municipio situado en el territorio de la provincia de Benevento, en la Campania (Italia). Tiene una población estimada, a fines de noviembre de 2021, de 2437 habitantes.

## Demografía
| Gráfica de evolución demográfica de Ponte entre 1861 y 2021 |
|                                                             |
| Fuente ISTAT - elaboración gráfica de Wikipedia             |